# كائن رقمي
الكائن الرقمي هو برنامج كمبيوتر ذاتي التكرار يتحور ويتطور . تستخدم الكائنات الرقمية كأداة لدراسة ديناميكيات التطور لنظرية داروين، ولاختبار فرضيات معينة و نماذج رياضية للتطور والتحقق منها. ترتبط دراسة الكائنات الرقمية ارتباطًا وثيقًا بمجال الحياة الاصطناعية .

## تاريخ
ترجع الكائنات الرقمية إلى لعبة داروين ، التي تم تطويرها في عام 1961 في مختبرات بيل، حيث كان على برامج الكمبيوتر أن تتنافس مع بعضها البعض من خلال محاولة منع الآخرين من الحوسبة . تطبيق مماثل تبع ذلك وهي لعبة الحرب الأساسية . وفيها اتضح أن إحدى الاستراتيجيات الفائزة كانت التكرار بأسرع ما يمكن، مما منع الطرف الآخر من جميع الموارد النظام . كانت البرامج في لعبة الحرب الأساسية قادرة على تغيير نفسها عن طريق الكتابة فوق التعليمات في «الذاكرة» المحاكية التي حدثت فيها اللعبة. سمح ذلك للبرامج المتنافسة بتضمين تعليمات ضارة في بعضها البعض، مما تسبب في أخطاء (جعل برنامج العدو يعمل من أجلك).
أخذ ستين راسموسن في مختبر لوس ألاموس الوطني الفكرة من الحرب الأساسية من خلال إدخال خوارزمية جينية تقوم تلقائيًا بكتابة البرامج. ومع ذلك، لم يلاحظ راسموسن تطور البرامج المعقدة والمستقرة. اتضح أن لغة البرمجة التي كُتبت بها برامج العالم الأساسية كانت هشة للغاية، وفي أغلب الأحيان كانت الطفرات تدمر وظائف البرنامج تمامًا.
كان توماس إس. راي أول من حل مشكلة هشاشة البرنامج مع خلال نظام تييرا الخاص به. وقد أجرى بعض التغييرات الرئيسية على لغة البرمجة بحيث كانت الطفرات أقل احتمالية لتدمير البرنامج، ولاحظ لأول مرة برامج الكمبيوتر التي تطورت بالفعل بطريقة هادفة ومعقدة.
بدأ بعدها كريس آدمي ، وتيتوس براون، وتشارلز أوفريا تطوير نظام أفيدا  وهو مستوحى من نظام تييرا ولكن كان لديه بعض الاختلافات الجوهرية. في نظام تييرا، تم بث جميع البرامج في نفس مساحة العنوان ويمكن أن تنفذ أو تتداخل مع التعليمات البرمجية لبعضها البعض. لكن في أفيدا يتم بث كل برنامج في مساحة العنوان الخاصة به. بسبب هذا التعديل، أصبحت التجارب مع أفيدا أكثر نظافة وسهولة في التفسير من تلك التي أجريت مع نظام تييرا. مع أفيدا، بدأ قبول أبحاث الكائنات الرقمية كمساهمة صالحة في علم الأحياء التطوري من قبل عدد من علماء الأحياء التطورية فقد استخدم العالم ريتشارد لينسكي من جامعة ولاية ميتشيغان نظام أفيدا على نطاق واسع في عمله. نشر لنسكي وآدامي وزملاؤهم في مجلات مثل نيتشر  و وقائع الأكاديمية الوطنية للعلوم (الولايات المتحدة الأمريكية).
وفي عام 1996 ، أنشأ آندي بارجيليس نظامًا شبيهًا بتييرا يسمى الأميبا. وفي الآونة الأخيرة، سمحت ريفوسيم - وهي حزمة برامج تعتمد على الكائنات الرقمية الثنائية - بإجراء عمليات محاكاة تطورية كبيرة يمكن تشغيلها وفقًا لمقاييس زمنية جيولوجية.

### الموضوعات ذات الصلة ولمحات عامة
- الحياة الاصطناعية
- الإحتساب التطوري
- الخوارزميات الجينية
- كومبيناتوريال الأمثل
- إنسان خلوي

### برامج محددة
- قائمة محاكيات الكائنات الحية الرقمية
- تطور @ الصفحة الرئيسية
- بوليورلد